# Реймонд Спрюенс
Реймонд Еймс Спрюенс (англ. Raymond Ames Spruance; 3 липня 1886, Балтимор — 13 грудня 1969, Монтерей) — американський адмірал періоду Другої світової війни, випускник Військово-морської академії США 1906 року.

## Життєпис
Народився Спрюенс 3 липня 1886 року в Балтіморі, штат Меріленд. Після закінчення Військово-морської академії у 1906 році він служив на лінкорах «Айова» і «Міннесота». Моряк займався електротехнікою у Ченестаді, штат Нью-Йорк, і служив на Китайській станції до 1914 року, коли був призначений технічним інспектором у Ньюпорт-Ньюс, де проходив переобладнання лінкор «Пенсільванія». Після вступу США у війну в 1917 році він став керівником електричної частини на корабельні ВМФ в Нью-Йорку і незадовго до завершення бойових дій побував у плаванні, вивчаючи методи управління вогнем британського флоту в Англії та Шотландії. Після війни Спрюенс служив в Європі помічником начальника штабу командувача Європейськими силами США (1924—1925), був приряджений до Військово-морського коледжу в Ньюпорті (1926—1927) і в 1932 році отримав чин капітана. У 1938 році Спрюенс командував лінкором «Міссісіпі», в наступному році був переведений в контрадмірали. В 1940—1941 роках він керував 10-м морським районом зі штабом в Пуерто-Рико, потім був переведений у Вашингтон на службу в управлінні начальника морських операцій.
Після Перл-Гарбору у грудні 1941 року Спрюенса призначили командувати з'єднанням крейсерів. Діючи у авіаносному з'єднанні Вільяма Голсі, він 1 лютого 1942 року обстрілював атол Вот'є, на початку березня — атол Вейк, прикривав авіаносне з'єднання під час нальоту на Токіо і в інших операціях. В червні 1942 року, після того як Холсі відправився на лікування, командування 16-м оперативним з'єднанням прийняв Спрюенс. Практично відразу його сили були залучені до найбільшої морської битви.

## Битва за Мідвей
Битва за Мідвей (англ. Battle of Midway) — морська битва на Тихому океані, що відбулася 4-7 червня 1942 року, приблизно пів року після початку війни між Японією і США і через місяць після битви у Кораловому морі. Військово-морські сили США взяли верх над об'єднаним флотом Японії, що атакував атол Мідвей (розташований на північний захід від Гавайських островів), визначивши тим самим поворотний пункт у війні на Тихому океані. Об'єднаний флот Японії, втративши 4 важких авіаносці, 228 літаків і найкращих пілотів, зазнав непоправних втрат, що назавжди ослабили Імперський Японський військово-морський флот. Військовими істориками вважається також найвизначнішою морською битвою сучасності.
Стратегічний контекст
Японія була надзвичайно успішною в досягненні її початкових цілей в війні. Попереднє планування другої фази дій почалося ще в січні 1942. Проте, через стратегічні відмінності між Імперською Армією і Імперським військово-морським Флотом, також як і розбіжностями між Імперським Генштабом і Об'єднаним флотом адмірала Ісороку Ямамото формулювання ефективної стратегії було ускладнено, і стратегічні плани були завершені у квітні 1942 року. Адмірал Ямамото добився успіху в бюрократичній боротьбі, що вивело оперативні концепції адмірала — подальші дії в центральному Тихому океані — поперед інших планів, що мали в собі цілі в Австралії і Індійському океані. Зрештою, ледве завуальована загроза Ямамото піти у відставку, якби він не добився свого, мала успіх в перенесенні його плану дій поперед інших.

## Окінава
Битва за Окінаву, також відома як Операція Айсберг — операція із захоплення японського острова Окінава військами США при підтримці американського і британського флотів. Битва стала передостанньою операцією з висадки морського десанту на тихоокеанському театрі воєнних дій і водночас останнім перед Радянсько-японською війною значним боєм Другої світової війни. Бої йшли 82 дні і закінчилися лише 23 червня 1945 р.
В англійській мові битва отримала назву «Сталевий тайфун», в японській — (Ніхонгі | «Тецу-но Аме» | 鉄 の 雨 | «Сталевий дощ»). Причиною таких назв явився тягар боїв, інтенсивність артилерійських обстрілів і значна кількість союзницьких кораблів і бронетехніки, які штурмували острів. Бій є одним із найкровопролитніших за весь час війни на Тихоокеанському фронті: японці втратили понад 100 000 солдатів; понад 12 000 солдатів союзників (в основному, США) загинуло, більше ніж 38 000 було поранено. Тисячі мирних громадян були вбиті, поранені або спробували покінчити життя самогубством. Близько третини цивільного населення загинуло в результаті вторгнення.
Основною метою операції було захоплення великого острова, що знаходиться всього за 544 км від основної території Японії. Після тривалої кампанії з послідовного захоплення стратегічно важливих тихоокеанських островів (англ. island hopping), союзники стали наближатися до Японії. Окінава повинна була послужити трампліном для планованого вторгнення на основні острови японського архіпелагу. Хоча Окінава була поспіхом обладнана під базу для повітряних операцій, ядерне бомбардування Хіросіми і Нагасакі, а також несподіване для японців вторгнення СРСР в Маньчжурію, призвели до капітуляції Японії всього через кілька тижнів після закінчення боїв на острові і плановане вторгнення так і не було здійснено.

## Цікаві факти
У битві за Мідвей під час посадки одного з пікірувальних бомбардувальників з авіаносця Yorktown на Enterprise пілот вдарив машину про палубу з такою силою, що літак розбився. Струс привела в дію його автоматичну зброю; посипалися по помосту кулі вбили кілька людей, в числі яких опинився син контр-адмірала Спрюенса.
У 1969 році в ДТП загинув інший його син.

## Пам'ять
На честь Реймонда Спрюенса були названі два ескадрених міноносці ВМС США: один типу «Спрюенс» (USS Spruance (DD-963), спущений на воду в 1973 році) і один типу «Арлі Берк» (USS Spruance (DDG-111), будується).